# Zoológico de Paramaribo
El  Zoológico de Paramaribo (en neerlandés: Paramaribo Zoo) es el único zoológico en el país sudamericano de Surinam.  Él se encuentra como su nombre lo indica en Paramaribo la capital nacional, frente al Jardín de la Cultura, siendo abierto en el año 1972.  El zoológico fue iniciado por el primer ministro Johan Adolf Pengel.  El 28 de mayo de 1966  se fundó la Fundación Zoológica y hasta la apertura del parque zoológico fue preparando todo en torno a su patio trasero. 
Durante los años ochenta, una gran parte de los animales se perdieron y especialmente en la década de los noventa, el número de visitantes cayó bruscamente.  Desde 2003 el Zoológico de Paramaribo recibe apoyo del Zooloógico de Róterdam.
Durante la celebración del cuadragésimo aniversario el 28 de mayo de 2006 la esposa del presidente Ronald Venetiaan puso la primera piedra para la renovación del lugar.
Los animales que se pueden ver en el parque zoológico de Paramaribo incluyen diferentes especies de monos locales, caimanes, jaguares, serpientes como la boa constrictor y la anaconda y aves como el buitre rey y la ibis escarlata.